# Helena (chanteuse)
Pour les articles homonymes, voir Bailly et Helena.
Héléna Bailly ou simplement Helena, née le 19 février 2002 à Uccle (Bruxelles-Capitale) en Belgique, est une auteure-compositrice-interprète belge. Elle se fait connaître du grand public grâce à sa participation à la onzième saison de l’émission télévisée Star Academy.
Le 1er mars 2024, elle sort son premier single, Aimée pour de vrai. La même année, elle publie un EP (constitué de Summer Body et Nouveau cœur) ainsi qu'un quatrième single, Mauvais garçon.
Le 14 mars 2025, elle sort son tout premier album, intitulé Hélé, qui se classe numéro 1 des ventes en France la semaine de sa sortie.

## Biographie

### Jeunesse et éducation
Héléna Bailly est originaire de Braine-l'Alleud. Sa mère est professeure de néerlandais à la retraite et son père est kinésithérapeute.
Elle est étudiante en logopédie à l'Université Libre de Bruxelles (ULB) lorsqu'elle s'inscrit au casting de l’édition 2023 de l’émission Star Academy.

### Participation àStar Academy
Elle participe à l’édition 2023 de l’émission Star Academy. Elle atteint les demi-finales, mais est éliminée le 27 janvier 2024 face au futur gagnant, Pierre Garnier.

### Carrière
Le 1er mars 2024, elle sort son premier single, Aimée pour de vrai. Elle reçoit son tout premier disque d'or en Belgique pour ce titre le 27 septembre 2024,.
Elle lance officiellement sa carrière solo le 21 juin 2024 avec un EP intitulé Pas de seum pour le summer, qui comprend les titres Nouveau cœur et Summer Body. Le clip de la chanson Summer Body, avec Camille Cerf, Miss France 2015est dévoilé le 12 août 2024.
Le 21 octobre 2024, elle annonce sa première tournée. Devant l'engouement du public, elle annonce une tournée des zéniths, comprenant plusieurs dates à Forest National.
Le 20 novembre 2024, en amont de la sortie de son premier album, elle sort son quatrième single, Mauvais garçon, dans lequel elle dénonce les relations amoureuses toxiques,. Elle affirme avoir dû se battre pour sortir ce titre qu'elle qualifie d'« ovni » dans sa discographie. Le titre connaît un succès rapide en streaming en étant certifié or en moins de 3 mois. Le clip sort le 22 janvier 2025. Entre fin février 2025 et mars 2025, il est le titre francophone le plus diffusé en radio en France durant 3 semaines consécutives. Le 7 avril 2025, en seulement 4 mois et demi, Mauvais garçon est certifié platine.
Le 19 février 2025, elle sort son cinquième single, Gentil garçon, qui dénonce les stéréotypes sociétaux envers les hommes et leur rôle au sein du couple.
Le 14 mars 2025, elle sort son tout premier album intitulé Hélé, qui raconte, en treize titres, différents épisodes de sa vie. Pour cet album, elle co-écrit tous ses textes avec Vincha et décide d'inclure à la fois des balades mais aussi des chansons plus pop et électro dans l'optique de s'amuser sur sa tournée à venir. L'album est également produit et composé avec Jonathan Cagne et Romain Botti. Il est décrit par la presse comme un mélange réussi de morceaux pop et intimistes,. 
L'album connaît un très fort démarrage en se hissant à la 7e place mondiale des sorties d'albums sur Spotify lors du premier week-end et à la 1re place des ventes d'albums en France la semaine de sa sortie avec 18 991 équivalents ventes. Il entre également no 1 en Belgique francophone et, fait plutôt rare pour un album francophone, à la 8e place en Flandre. Il est disque d'or en Belgique et en France dès le mois de mai 2025.

#### Engagement caritatif
Le 6 octobre 2024, elle participe à la 12e édition de CAP 48, une organisation belge qui vise à récolter des fonds pour les personnes porteuses de handicap en Belgique.
Le 8 janvier 2025, le collectif Génération Pièces Jaunes, dont elle fait partie, sort le titre Les p'tits soleils, afin d'aider les enfants et les adolescents hospitalisés.
Le 22 mars 2025, elle participe à la soirée du Sidaction sur France 2 où elle partage un duo avec Amir.

## Discographie

### Album collectif
- 2023 : Star Academy: l'album de la promo 2023 Or

### Singles
| Titre              | Année | Meilleures positions | Meilleures positions | Certifications,                                 | Album |
| Titre              | Année | FRA                  | BEL                  | Certifications,                                 | Album |
| ------------------ | ----- | -------------------- | -------------------- | ----------------------------------------------- | ----- |
| Aimée pour de vrai | 2024  | 37                   | 5                    | • Belgique (BEA) : Or • France (SNEP) : Or      | –     |
| Summer Body        | 2024  | 80                   | 25                   | • Belgique (BEA) : Or • France (SNEP) : Platine | Hélé  |
| Nouveau cœur       | 2024  | 161                  | 37                   | –                                               | –     |
| Mauvais garçon     | 2024  | 17                   | 3                    | • Belgique (BEA) : Or • France (SNEP) : Diamant | Hélé  |
| Gentil garçon      | 2025  | 116                  | 50                   | –                                               | Hélé  |
| Melatonine         | 2025  | 157                  | 10                   | –                                               | Hélé  |

### Autres chansons classées
| Titre                           | Année | Meilleur classement | Certification | Album |
| Titre                           | Année | FRA                 | Certification | Album |
| ------------------------------- | ----- | ------------------- | ------------- | ----- |
| Tout a changé (rien n'a changé) | 2025  | 146                 | –             | Hélé  |
| Adieu mon amour                 | 2025  | 158                 | –             | Hélé  |
| Bonne maman                     | 2025  | 179                 | –             | Hélé  |

## Distinctions
| Année | Cérémonie              | Travail nommé | Catégorie                         | Résultat   | Réf.   |
| ----- | ---------------------- | ------------- | --------------------------------- | ---------- | ------ |
| 2024  | NRJ Music Awards       | Elle-même     | Révélation belge de l'année       | Lauréat    | [ 39 ] |
| 2024  | NRJ Music Awards       | Elle-même     | Révélation francophone de l'année | Nomination | [ 40 ] |
| 2024  | Forbes 30 Under 30     | Elle-même     | Belgique                          | Incluse    | [ 41 ] |
| 2024  | Ciné-Télé-Revue Awards | Elle-même     | Belge de l'année                  | Lauréat    | [ 42 ] |
| 2024  | Ciné-Télé-Revue Awards | Elle-même     | Personnalité télé belge           | Lauréat    | [ 42 ] |
| 2024  | Purecharts Awards      | Elle-même     | Révélation de l'année             | Lauréat    | [ 43 ] |
| 2024  | Purecharts Awards      | Star Academy  | Concert de l'année                | Nomination | [ 43 ] |
| 2024  | Purecharts Awards      | Summer Body   | Clip de l'année                   | Lauréat    | [ 43 ] |